# لي دا إن
لي دا إن (بالكورية: 이다인)‏ هي ممثلة كورية جنوبية. ولدت يوم 25 مارس 1985 في سول في كوريا الجنوبية.

## روابط خارجية
لم يتم العثور على روابط لمواقع التواصل الاجتماعي.